# Korpisenjärvi (sjö i Fredrikshamn, Kymmenedalen)
Korpisenjärvi är en sjö i kommunen Fredrikshamn i landskapet Kymmenedalen i Finland. Sjön ligger 44,4 meter över havet. Arean är 27 hektar och strandlinjen är 4,24 kilometer lång. Den  ingår i Vehkajokis huvudavrinningsområde.  Sjön ligger omkring 41 kilometer nordöst om Kotka och omkring 150 kilometer nordöst om Helsingfors.
I sjön finns ön Korppisensaari.